# Tylko cień...
"tylko cień..." – album aktora i piosenkarza Dariusza Kordka wydany przez wytwórnię New Abra w 1996 roku. Płyta została nagrana w Studiu Hendrix w Lublinie w tymże roku, a opiekę artystyczną sprawował nad nią Romuald Lipko. Był on także - wraz z Pawłem Skurą - jej producentem. Nagrania zostały zrealizowane przez Pawła Skurę i Leszka Wojtasa (tylko w przypadku utworu nr 3).
Album zawiera nową wersję piosenki "Kraty i drzwi", którą kilka lat wcześniej Dariusz Kordek śpiewał w plebiscycie Muzyczna Jedynka.

## Lista utworów
1. "Gorzki miód" (muz. Romuald Lipko; sł. Andrzej Mogielnicki)
2. "Schang - hai" (muz. Adam Abramek/Paweł Sot; sł. Andrzej Mogielnicki)
3. "Czas kiedy jesteś ze mną" (muz. Adam Abramek/Paweł Sot; sł. Dariusz Kordek)
4. "Lećmy do gwiazd" (muz. Romuald Lipko; sł. Wojciech Próchniewicz)
5. "Chwile" (muz. Mieczysław Jurecki; sł. Tomasz Zeliszewski)
6. "Kraty i drzwi" (muz. Romuald Lipko; sł. Andrzej Mogielnicki)
7. "I tylko cień" (muz. Romuald Lipko; sł. Wojciech Próchniewicz)
8. "Sam do domu nie chcę iść" (muz. Adam Abramek/Paweł Sot; sł. Tomasz Zeliszewski)
9. "Codziennie ktoś mówi mi" (muz. Romuald Lipko/Adam Abramek/Paweł Sot; sł. Dariusz Kordek)
10. "Taniec naszych dusz" (muz. Marek Raduli; sł. Wojciech Próchniewicz)
11. Król i dama kier" (muz. Romuald Lipko; sł. Andrzej Mogielnicki)
12. "Twoja wolność" (muz. Romuald Lipko; sł. Tomasz Zeliszewski)
13. "Maxyma" (muz. Adam Abramek/Paweł Sot; sł. Roman Kołakowski)
14. "Przeżyj każdy dzień" (muz. Adam Abramek/Paweł Sot; sł. Andrzej Mogielnicki)